# Załuż
Załuż est une localité polonaise de la gmina et du powiat de Sanok en voïvodie des Basses-Carpates.

## Démographie
En 2021, la population était de 338 habitants.